# Simone Osygus
Simone Osygus, née le 30 septembre 1968 à Wuppertal, est une ancienne nageuse allemande, championne d'Europe en 1991.

## Biographie
Pendant sa carrière, elle remporte huit titres de championne d'Allemagne sur le 50 et le 100 m nage libre.
En 1992, elle participe aux Jeux olympiques à Barcelone où elle remporte l'argent sur le 4 × 100 m nage libre avec Franziska van Almsick, Daniela Hunger et Manuela Stellmach. Sur le 50 m et le 100 m nage libre, elle termine 7e de la finale. Quatre ans plus tard, aux Jeux d'Atlanta, elle est doublement médaillée cette fois : l'argent sur le 4 × 200 m nage libre avec  Meike Freitag, Anke Scholz et Franziska van Almsick puis le bronze sur le 4 × 100 m nage libre avec Sandra Völker, Antje Buschschulte et Franziska van Almsick. Elle finit 14e sur le 50 m nage libre.

## Palmarès

### Championnats d'Europe
- Championnats d'Europe 1991 à Athènes (Grèce) :
  -  Médaille d'or du 50 m nage libre ;
  -  Médaille d'argent du relais 4 × 100 m nage libre ;
  -  Médaille d'argent du relais 4 × 200 m nage libre ;
  -  Médaille d'argent du relais 4 × 100 m 4 nages ;
  -  Médaille de bronze du 100 m nage libre.
- Championnats d'Europe 1993 à Sheffield (Royaume-Uni) :
  -  Médaille d'or du relais 4 × 200 m nage libre.
- Championnats d'Europe 1995 à Vienne (Autriche) :
  -  Médaille d'or du relais 4 × 100 m nage libre.
- Championnats d'Europe 1997 à Séville (Espagne) :
  -  Médaille d'or du relais 4 × 100 m nage libre.